# Boethus nigriceps
Boethus nigriceps là một loài tò vò trong họ Ichneumonidae.